# Might Is Right
El poder es la razón, o La supervivencia del más apto, es un libro escrito bajo el seudónimo de "Ragnar Redbeard". Fue publicado inicialmente en 1890, y hace una fuerte defensa del egoísmo anarquista, la falta de valores morales establecidos por la sociedad, el consecuencialismo y el hedonismo psicológico. En El poder es la razón, Redbeard rehúsa las ideas convencionales sobre los derechos humanos y los derechos naturales, y argumenta que el uso de la fuerza o poder físico, es la única forma de establecer los derechos morales (a lo Calicles o Trasímaco). El libro también ataca al Cristianismo y a la Democracia. Las teorías contemporáneas sobre la moralidad del esclavo y el maestro y la mentalidad de rebaño de Friedrich Nietzsche, sirvieron como inspiración clara para Redbeard.
El historiador, individualista y anarquista James J. Martin lo llamó "seguramente uno de los trabajos más incendiarios jamás publicados". Esto haciendo referencia al polémico contenido que argumenta que los seres débiles deben ser considerados como una aversión y los seres fuertes y enérgicos, como una representación del darwinismo social. Existen otras partes de este libro en las que se mencionan las relaciones de los machos con las hembras, en las que se sugiere que la mujer debe ser reclamada y el núcleo familiar es la propiedad del hombre, proclamando así, la superioridad innata de la raza anglosajona. El libro también contiene muchas declaraciones fuertes antisemitas.

## Autoría
Se ha especulado mucho sobre la autoría de este libro, entre las diferentes teorías de ella, han sido mencionados Jack London y Friedrich Nietzsche. S. E. Parker escribió en su introducción al texto en 1896: "El candidato más probable es un hombre llamado Arthur Desmond quién era de barba roja, cabello pelirrojo y cuya poesía era muy similar a aquella escrita por Redbeard"; además del mismo seudónimo Redbeard, en español: Barba Roja. Algunas teorías señalan a Nietzsche como candidato, aunque por las fechas y las evidencias históricas, esto es casi seguramente falso. Douglas K. Handyside, editor de la edición de 1896 mencionó: "Por su incapacidad de entender alemán, lamenta (el autor) profundamente no poder escudriñar a fondo entre las obras de Friedrich Nietzsche, (…) y otros”, lo que hace todavía más inverosímil esta versión.
La vida de Arthur Desmond, sus diferentes seudónimos, y su estilo de escritura - tanto en poesías como en otras de sus obras, así como en sus diferentes gacetas y periódicos - hacen de él, casi con total certeza, el autor más probable de esta obra. Sin embargo, es poco lo que se sabe de este autor como persona, puesto que pasó gran parte de su vida huyendo de la ley, por el controvertido contenido de sus obras, en las que en ocasiones denunciaba públicamente las corruptelas de grandes magnates y banqueros, exponiéndolos.

## Respuesta
León Tolstói, quien describió a El poder es la razón como "el exponente moderno de la cristiandad primitiva", en una respuesta en su ensayo de 1897 ¿Qué Es Arte?:

La idea principal de este libro expresa la creencia de que es absurdo continuar valorando lo bueno por las máximas de la falsa filosofía de los profetas judíos y de los Mesías lacrimosos. El derecho, según el autor, se funda en la fuerza. Todas las leyes, todos los preceptos que nos dicen que no debemos hacer a los demás lo que no quisiéramos que nos hicieran a nosotros, carecen de sentido y sólo sirven para dirigir a los hombres cuando van acompañados de los vapuleos, los sablazos y la cárcel.
El hombre verdaderamente libre, no debe obedecer a ninguna ley humana ni divina. Toda obligación es señal de degeneración; la ausencia de las obligaciones es el sello de los héroes. Los hombres deben cesar de creerse obligados a respetar errores que se imaginaron para dañarles. El universo entero no es más que un campo de batalla. Los vencidos deben ser explotados, atormentados y despreciados. El hombre osado puede conquistar el mundo.
Y como consecuencia, los hombres deben estar eternamente en guerra. Luchando por la vida, por la tierra, por el amor, por la mujer, por el poder, por el oro. La tierra y sus frutos son la presa del más audaz.

S. E. Parker escribió: "El poder es la razón es una obra que adolece de grandes contradicciones". Particularmente, criticó la incongruencia del dogma central sobre el individualismo y su abierta manifestación de sexismo y racismo. Aun así, concluye diciendo: "está sostenido por un crudo vigor que en su forma más coherente, puede ayudar a despejar no pocas de las supersticiones religiosas, morales y políticas que nos legaron nuestros antepasados".

## Influencia
Porciones de El poder es la razón componen la mayor parte del Libro de Satán de la Biblia Satánica de Anton LaVey, con la cual fundó la Iglesia de Satán a mediados de los años 1960.
Aunque ya no se incluye en las impresiones actuales de la Biblia Satánica, las primeras ediciones incluyeron una extensa sección de dedicatorias a varias personas que LaVey reconoció como influencias para escribirla, entre ellas, se incluyó a Ragnar Redbeard.

## Traducción al español
En el año 2018, el filósofo y escritor Hercule Darkheart publicó a través de la editorial independiente "The Red Fox", una traducción de la obra al español, una de las primeras en publicarse y editarse, que está basada a su vez en la edición de 1927 de Dil Pickle Press. La misma obra se vio extendida en la "Edición Felina" (2019), del mismo autor, que contiene el famoso poema "Hear Tygers Snarl", también traducido, junto a algunos otros poemas apócrifos atribuidos a Ragnar Redbeard.
Fue esta misma edición la que, en el año 2020, fue bloqueada y su venta prohibida por decisión de Amazon. Los motivos detrás de esta censura, aun cuando inciertos por el hermetismo de la compañía, pueden estar relacionados con Santino William Legan, el autor del tiroteo en el Gilroy Garlic Festival (California), quien mencionó Might is Right en un post de Instagram.
Más tarde este mismo año, sin embargo, la editorial "Pentabol NorthEast" publicó una reedición de la Edición Felina distribuida desde 2019, conocida como "Resurrección Sangrienta", que buscaba ampliar aún más los contenidos de la anterior con una investigación aún más extensa y un contenido ampliado.

## Ediciones
| Año  | Editor                             | Notas                                                                       |
| ---- | ---------------------------------- | --------------------------------------------------------------------------- |
| 1890 | Auditorium Press                   |                                                                             |
| 1896 | A. Uing Publisher                  |                                                                             |
| 1903 | A. Mueller Publishers              |                                                                             |
| 1910 | W.J. Robbins Co. Ltd               |                                                                             |
| 1921 | Ross’ Book Service                 |                                                                             |
| 1927 | Dil Pickle Press                   |                                                                             |
| 1962 | Editor desconocido                 | Edición abreviada de 18 páginas.                                            |
| 1969 | Editor desconocido                 | Edición Expandida de 32 páginas, por el mismo editor de 1962.               |
| 1972 | Revisionist Press                  | Reimpresión de la edición de 1927 (Dil Pickle edition). ISBN 978-1478225171 |
| 1984 | Loompanics Unlimited               | ISBN 0-915179-12-1                                                          |
| 1996 | M. H. P & Co. Ltd.                 | Edición centenaria, introducción por Anton LaVey.                           |
| 1999 | 14 Word Press                      | St. Maries, Idaho                                                           |
| 2003 | Bugbee Libros                      |                                                                             |
| 2005 | 29 Books                           | Reimpresión de la edición de 1927 (Dil Pickle edition). ISBN 0-9748567-2-X  |
| 2005 | Dil Pickle Press                   | Editado y anotado por Darrell W. Conder. ISBN 0-9728233-0-1                 |
| 2008 | Zem Books                          | ISBN 978-1-329-41381-8                                                      |
| 2009 | Edition Esoterick                  | Edición alemana de tapa dura. ISBN 978-3-936830-31-6                        |
| 2012 | Kustantamo Vuohi Julkaisut         | Edición finlandesa. ISBN 978-952-92-9531-9                                  |
| 2014 | Camion Noir                        | Edición francesa. ISBN 978-235779-620-1                                     |
| 2014 | Aristeus Books, ed. Dragan Nikolic | Segunda ed., Eng. edn. ISBN 978-1682040232                                  |
| 2018 | Zem Books                          | Hardcover ed. ISBN 978-1-387-51811-1                                        |
| 2018 | The Red Fox Editions               | Edición española de tapa blanda y e-book. ISBN 978-1-982-91425-7            |
| 2019 | The Red Fox Editions               | Edición española extendida en tapa blanda. ISBN 978-1-798-66293-9           |
| 2020 | Pentabol N. E.                     | Edición española extendida en tapa blanda. ISBN 978-0-244-27475-7           |